# Комсомольское (Джанкойский район)
Комсомо́льское (укр. Комсомольське, крымскотат. Komsomolskoye, Комсомольское) — село в Джанкойском районе Республики Крым, входит в состав Масловского сельского поселения (согласно административно-территориальному делению Украины — Масловского сельского совета Автономной Республики Крым)..

## Население
| 2001 | 2014 |
| ---- | ---- |
| 734  | ↘644 |

Всеукраинская перепись 2001 года показала следующее распределение по носителям языка
| Язык             | Процент |
| ---------------- | ------- |
| украинский       | 45.1    |
| русский          | 41.01   |
| крымскотатарский | 12.81   |

### Динамика численности
- 1989 год — 725 чел.[10]
- 2001 год — 734 чел.[11]
- 2009 год — 639 чел.[12]
- 2014 год — 644 чел.[13]

## Современное состояние
На 2017 год в Комсомольском числится 7 улиц; на 2009 год, по данным сельсовета, село занимало площадь 36,4 гектара на которой, в 256 дворах, проживало 639 человек. В селе действуют детский сад «Солышко», библиотека

## География
Комсомольское расположено в центре района, в степном Крыму, на берегу основного русла Северо-Крымского канала, высота центра села над уровнем моря — 13 м. Соседние сёла: Маслово в 2 километрах на запад, Ветвистое в 3 километрах на северо-восток и Островское в 1,5 километрах на восток. Расстояние до райцентра — около 9 километров (по шоссе) на юг, ближайшая железнодорожная станция — Мамут — примерно 4,5 километра. Транспортное сообщение осуществляется по региональной автодороге 35Н-136 Завет Ленинский — Комсомольское (по украинской классификации — С-0-10412).

## История
Время образования села пока не установлено: на двухкилометровке РККА 1942 года на месте Комсомольского обозначено безымянное поселение (существует версия, что ранее село называлось Комсомолец). Впервые в исторических документах встречается в «Справочнике административно-территориального деления Крымской области на 15 июня 1960 года», согласно которому Комсомольское входило в состав Завет-Ленинского сельского совета. В период с 1 января 1968 по 1974 год Комсомольское переподчинено Масловскому. По данным переписи 1989 года в селе проживало 725 человек. С 12 февраля 1991 года село в восстановленной Крымской АССР, 26 февраля 1992 года переименованной в Автономную Республику Крым. С 21 марта 2014 года в составе Крыма аннексировано Россией.
12 мая 2016 года парламент Украины, не признающий российскую аннексию, принял постановление о переименовании села в Орак-Аджи (укр. Орак-Аджи), в соответствии с законами о декоммунизации, однако данное решение не вступает в силу до «возвращения Крыма под общую юрисдикцию Украины».